# Bernhard Schrader
Bernhard Schrader (* 15. März 1931 in Quedlinburg; † 8. Januar 2012 in Essen) war ein deutscher Professor für Theoretische und Physikalische Chemie. Schrader war ein Wegbereiter der experimentellen Molekülspektroskopie in Deutschland, insbesondere der Raman- und Infrarotspektroskopie und der routinemäßigen Anwendung dieser Technologien in der chemischen Analytik. Schrader leistete auf zahlreichen Feldern Pionierarbeit, z. B. veröffentlichte er bereits in den 1960er Jahren Arbeiten zur medizinischen Anwendung der Ramanspektroskopie. Darüber hinaus demonstrierte er bereits 1967 erfolgreich die Möglichkeiten der Transmissions-Raman-Spektroskopie bei der Analyse organischer Festkörper wie zum Beispiel Pulver in der pharmazeutischen Industrie, fast 40 Jahre bevor diese Technologie 2006 wieder aufgegriffen und standardmäßig in der Industrie eingeführt wurde.

## Leben
Nach einer Ausbildung als Chemiewerker bei Fahlberg-List in Magdeburg (wo er bei Hans Fürst erste Erfahrungen in der industriellen Forschung sammelte) ging Schrader Anfang der 1950er Jahre nach Berlin, um dort Chemie an der Technischen Universität zu studieren. Als junger Student mit Heimatwohnsitz Quedlinburg nahm er in Berlin am Volksaufstand des 17. Juni 1953 teil. Schrader schloss sein Studium an der TU 1960 mit der Promotion ab, die von Friedrich Nerdel (ehem. Doktorand und Schüler von Walter Hückel) und seinem damaligen Assistenten Günter Kresze (der später Professor für Organische Chemie an der TU München war) betreut wurde. In Zusammenarbeit mit Friedrich Nerdel entstand in dieser Zeit die erste Auflage des „Lehrbuchs der Organischen Chemie“, das bis 2010 insgesamt sechs Auflagen erreichen sollte.
1962 wechselte Schrader nach Dortmund an das Institut für Spektrochemie und angewandte Spektroskopie (ISAS), damals noch unter der Leitung von Heinrich Kaiser, wo er bis 1971 die Abteilung Molekülspektroskopie aufbaute und leitete. 1966 folgte ein Forschungsaufenthalt an der Florida State University in Tallahassee, Florida, USA, in der Forschungsgruppe von Earle K. Plyler, einem damals führenden Molekülspektroskopiker in den USA. 1968 habilitierte sich Schrader an der Universität Münster bei Ewald Wicke in Physikalischer Chemie, 1969 erfolgte die Umhabilitation in Analytischer Chemie an der Universität Bochum bei Gerhard Bergmann.
Von 1971 bis 1976 war Schrader Professor für Theoretische Organische Chemie an der damaligen Universität Dortmund (heute TU Dortmund). 1976 nahm er einen Ruf an die Universität Essen an, wo er bis zu seiner Emeritierung 1996 einen Lehrstuhl für Theoretische und Physikalische Chemie innehatte.
1981 war Schrader als Gastwissenschaftler („Visiting Scientist“) am damaligen IBM Research Lab in San Jose, Kalifornien, USA, tätig, 1984/85 folgte ein Forschungsaufenthalt am Weizmann Institute of Science in Rehovot, Israel.

## Vermächtnis
Schrader veröffentlichte über 300 wissenschaftliche Arbeiten, und neben den unten aufgeführten Standardwerken, insbesondere den von ihm erstellten und angeregten, auch heute noch häufig referenzierten umfangreichen Spektrensammlungen und Atlanten, auch zwei vom Verlag Chemie herausgegebene Zeichenschablonen für chemische und mathematische Formeln und im Jahre 1975 vier wissenschaftliche Filme zur Demonstration von Molekülschwingungen (IWF Göttingen).
Er betreute 63 Dissertationen, und neben zahlreichen ausländischen Diplomanden und Doktoranden u. a. fünf Humboldt-Stipendiaten.
Das Raman-Modul der Produktlinie kompakter Raman-FTIR-Spektrometer der Firma Bruker Optics basiert auf Entwicklungen von Bernhard Schrader.
Für seine wissenschaftlichen Leistungen und auch für sein intensives persönliches Engagement für die internationale wissenschaftliche Zusammenarbeit insbesondere mit ost- und südosteuropäischen Ländern und der Türkei erhielt er zahlreiche Auszeichnungen im In- und Ausland, unter anderem war Schrader Träger der Clemens-Winkler-Medaille der GDCh, Ehrenmitglied des Deutschen Arbeitskreis für Angewandte Spektroskopie (DASp), Träger der Friedrich-Emich-Plakette der ASAC, Ehrenmitglied der „Turkish Chemical Society“ und Mitglied der naturwissenschaftlich-technischen Klasse der Norwegischen Akademie der Wissenschaften.

## Werke
- Kurzes Lehrbuch der Organischen Chemie. 3. Auflage. de Gruyter, 2010, ISBN 978-3-11-020360-8.
- Raman-IR-Atlas of Organic Compounds. Wiley-VCH, 1974, ISBN 3-527-25539-7.
- Infrared and Raman Spectroscopy. Methods and Applications. Wiley-VCH, 1995, ISBN 3-527-26446-9.

## Filme
Veröffentlichung: IWF Göttingen, 1975, zusammen mit Dr. Richard Schneider
- Vibrations of Free Molecules – 1. Stretching and Bending Vibrations in Ethylene
- Schwingungen freier Moleküle – 2. Schwingungsformen der Methylgruppe in Propen
- Schwingungen freier Moleküle – 3. Schwingungsformen aromatischer Ringe in Melamin
- Oscillations of Molecules in Melamine Crystal Lattices with Hydrogen Bonds